# The Truth
The Truth – czwarty album metalcorowej grupy ze Stanów Zjednoczonych, Bleeding Through. Na krążku znalazło się 13 utworów. Płytę nagrano w 2005 roku. W sklepach pierwszy raz pojawiła się 10 stycznia 2006 roku. Album trwa 42 minuty i 50 sekund. Został wydany przez dwie wytwórnie: Trustkill Records i Roadrunner Records. Producentem krążka jest Rob Caggiano. Do utworów "Kill to Believe" oraz "Love in Slow Motion" powstały teledyski.

## Lista utworów
1. "For Love and Failing"  – 3:33
2. "Confession"  – 2:38
3. "Love in Slow Motion"  – 4:35
4. "The Painkiller"  – 2:36
5. "Kill to Believe"  – 3:57
6. "Dearly Demented"  – 5:21
7. "Line in the Sand"  – 4:09
8. "She's Gone"  – 1:30
9. "Tragedy of Empty Streets"  – 2:57
10. "Return to Sender"  – 4:20
11. "Hollywood Prison"  – 2:52
12. "The Truth"  – 4:16
13. "13 Scars (Unreleased)"  – 2:54